# Boeing 737
Boeing 737 är ett tvåmotorigt jetdrivet trafikflygplan av narrow body-typ utvecklat och tillverkat av Boeing Commercial Airplanes. Boeing 737 används för kommersiell trafik på kort- och medeldistansflygningar.
Flygplanet började tillverkas 1967 och passerade i mars 2018 10 000 producerade exemplar, vilket är fler än något annat jetdrivet trafikflygplan. Flygplansmodellens största konkurrent är Airbus A320-serie.

## Sprickor vid vingfästen
Boeing 737-flygplan av modellserien "Nya generationen" försågs med en ny typ av förstärkning av fästena för vingarna i flygplanskroppen. På vardera insidan av flygkroppen monterades två gaffelliknande metallföremål ("pickle forks", "olivgafflar") med skaftsidan mot en fjärdedel av flygplanskroppen och varje gaffels två spetsar monterade i vingarna omedelbart vid ett vingfäste. Denna konstruktion, som medger en viss fjädring av vingen i förhållande till flygplanskroppen, är patenterad (US Patent 9399508B2).
Vid demonteringsarbete i september 2019 för att konvertera ett äldre passagerarflygplan av modell 737 NG, med omkring 35.000 flygturer bakom sig, till fraktflygplan upptäcktes en ordentlig spricka i nedre delen av skaftet på ett av det bakre paret olivgafflar, vilket omedelbart anmäldes till den amerikanska flygsäkerhetsmyndigheten Federal Aviation Administration (FAA). Olivgafflarna är konstruerade för att hålla 90.000 flygturer, gott och väl ett flygplans livslängd. De är avsedda hantera de påverkansfaktorer som böjer vingarnas fästen i flygplanskroppen. FAA utfärdade prompt den 3 oktober en order om inspektion. Samtliga Boeing 737 NG med minst 30.000 flygturer (med vardera en start och en landning) skulle inspekteras inom en vecka, och samtliga flygplan med minst 22.600 flygturer skulle inspekteras inom ett år. Dessutom måste en inspektion utföras för varje flygplan som tillryggalagt 1.000 flygturer räknat från den 3 oktober 2019.
Beträffande gruppen på 810 äldre flygplan (normalt minst 20 år gamla), av sammanlagt 6.800 i drift i hela världen för ett hundratal flygbolag, upptäcktes sprickor i olivgafflar på 38 flygplan, det vill säga knappt fem procent. Ett antal av dessa flygplan har tagits ur trafik i avvaktan på utbyte av defekta olivgafflar. Små sprickbildningar behöver i sig inte leda till haveri under flygning, eftersom de endast långsamt breder ut sig och därför kan inspekteras med visa intervall för kontroll av omedelbar säkerhet.

## Varianter

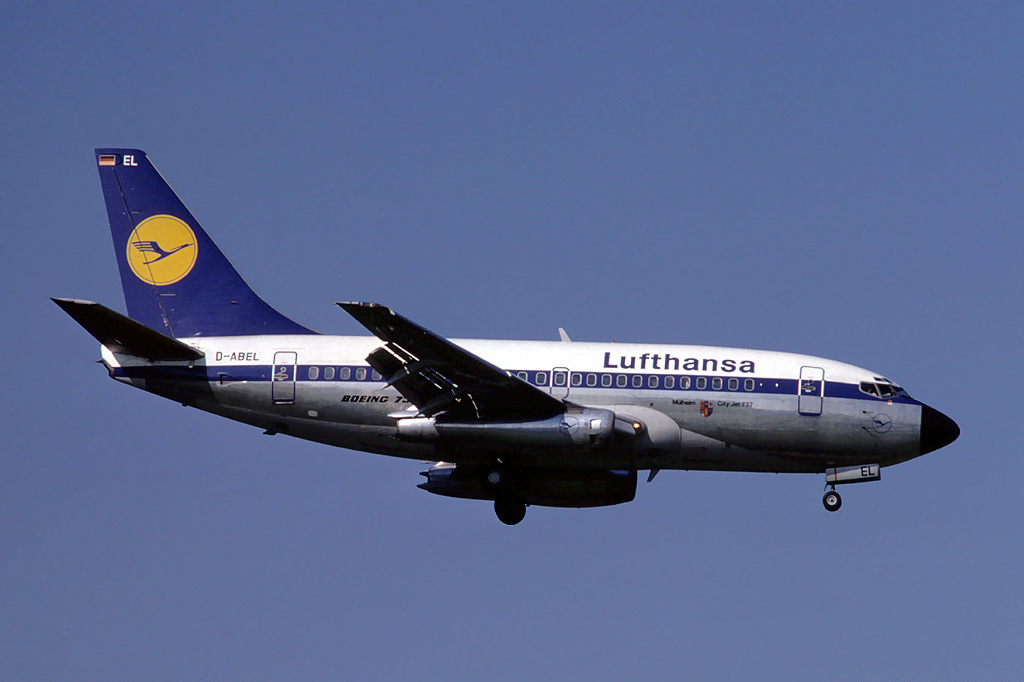
Boeing 737-100 D-ABEB, Lufthansa, Zürich 1977

737 har tillverkats i fyra generationer sedan produktionsstarten 1967 – Original, Classic, Next Generation (NG) samt MAX.
- Original: 737-100 och -200 (tillverkade 1967–1988)
- Classic:  737-300, -400, och -500 (tillverkade 1983–1999)
- Next Generation: 737-600, -700 (tillverkas fortfarande 2019) -800 (tillverkas fortfarande 2019) och -900 (tillverkas fortfarande 2019)
- MAX: 737 MAX 7, MAX 8, MAX 9 och MAX 10 (tillverkade från 2017, med leveransuppehåll på grund av flygförbud sedan mars 2019)

### 737-100

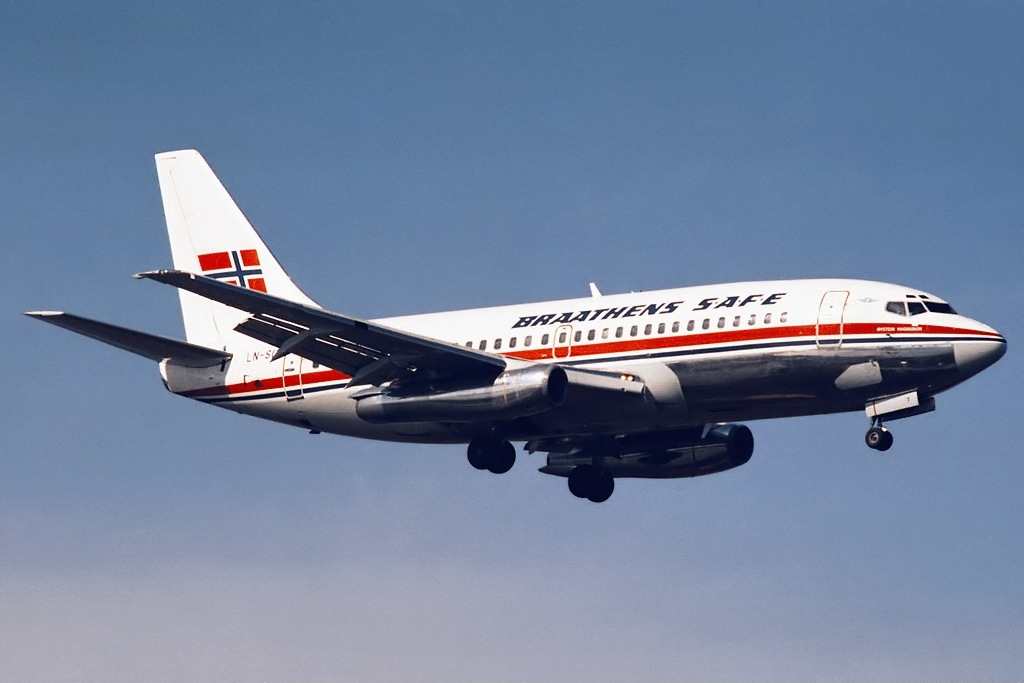
Boeing 737-200 LN-SUT, Braathens, Faro 1987

737-100, originalversionen, är den minsta versionen.

### 737-200
737-200 är en förlängd version av 737-100, främst framtagen för den amerikanska marknaden. Det finns en variant av den som är utrustad för att kunna landa på grusbanor och den är bland annat använd i Alaska. Detta plan är utrustade med gravelkit.

#### Olyckor
Den 20 april 2012 havererade ett Boeing 737-200 vid inflygningen till Islamabads internationella flygplats. Samtliga 127 passagerare omkom.

### 737-300

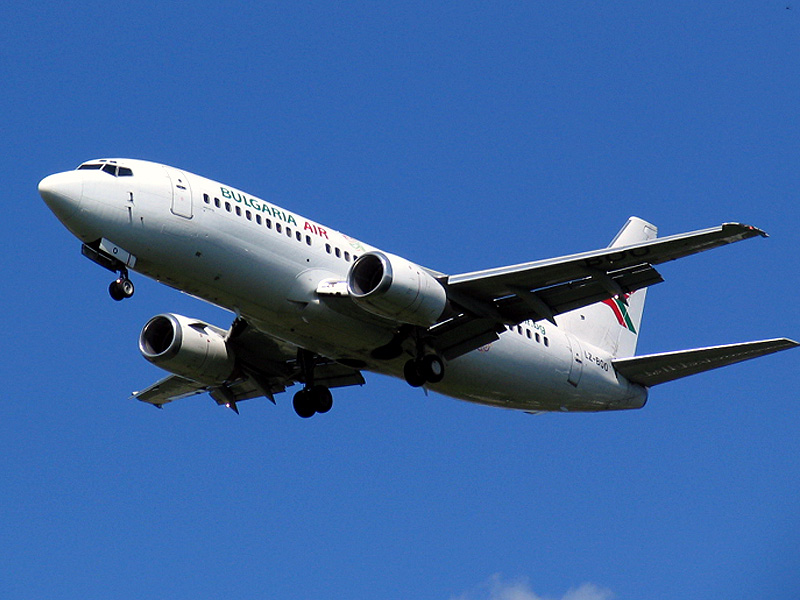
Boeing 737-300 LZ-BOO, Bulgaria Air.

737-300 lanserades 1981 av både US Airways och Southwest Airlines och var den första modellen i 737 Classic-serien. Flygplanet har i vanlig utformning kapacitet för 128 passagerare i konfiguration "två klasser" och 137 i konfiguration "en klass". -300 var i produktion fram till 1999 då det sista flygplanet den 17 december levererades till Air New Zealand. 
Flera ändringar har gjorts på flygplan som tidigare varit i drift. 737-300 kan eftermonteras med winglets. De -300 som eftermonteras med winglets kallas -300SP (särskilda prestanda). Begagnade -300-flygplan har också byggts om till fraktversioner. Lockheed Martin Catbird är en modifierad 737-300 med framdel från en Lockheed F-35 Lightning II och med en F-35 förarkabin, som ska användas för att testflyga F-35:s kompletta flygelektronikserie.

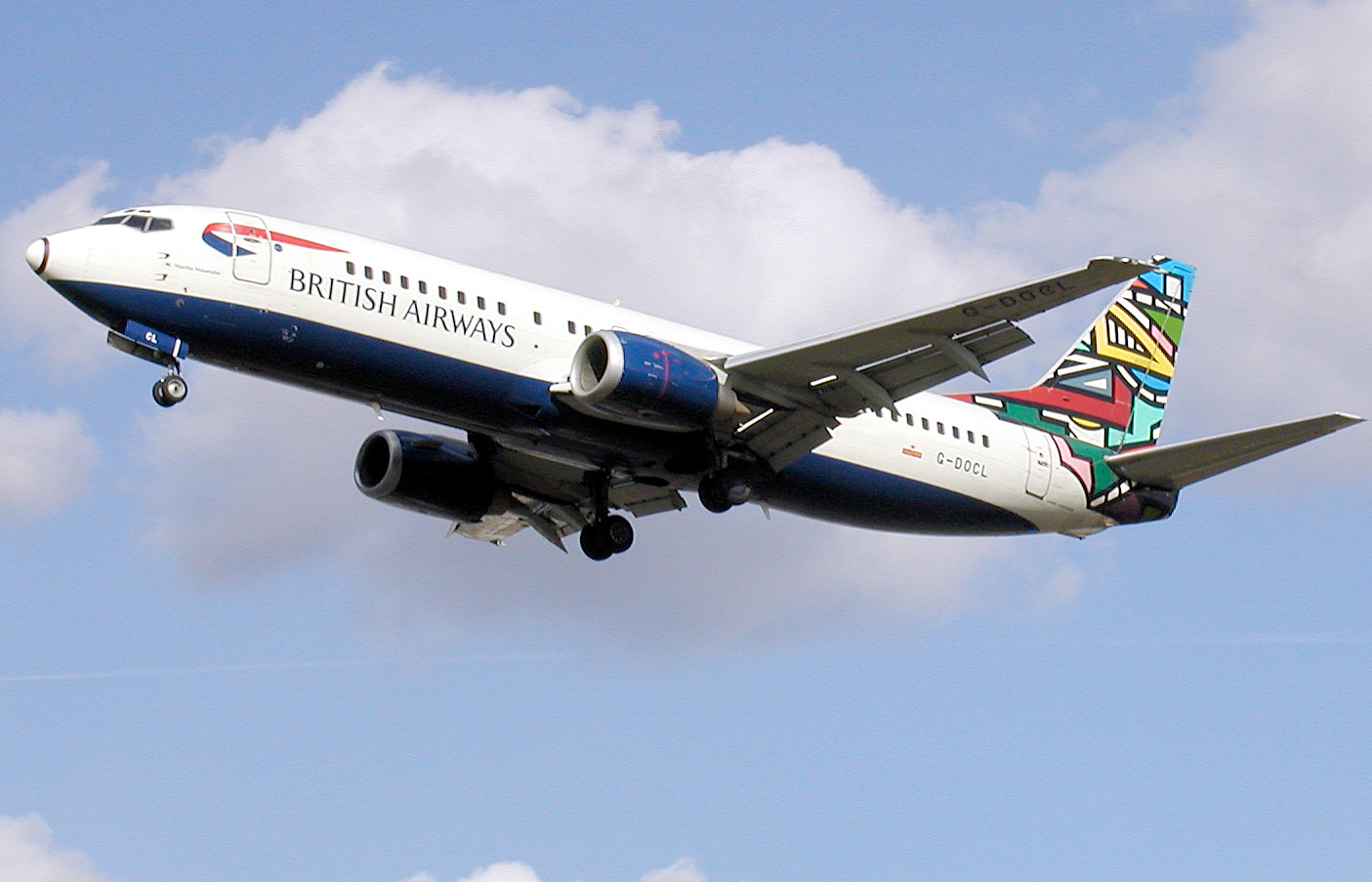
Boeing 737-400 från flygbolaget British Airways.

### 737-400
737-400 lanserades 1985 som en förlängd version av 737-300, först och främst för charterbolag. Även instrumenten i förarkabinen uppgraderades. Piedmont Airlines var lanseringskunden med en order på 25 flygplan 1986. Det första -400 togs i trafik 1988. Det sista flygplanet levererades den 25 februari 2000 till CSA Czech Airlines.

### 737-500

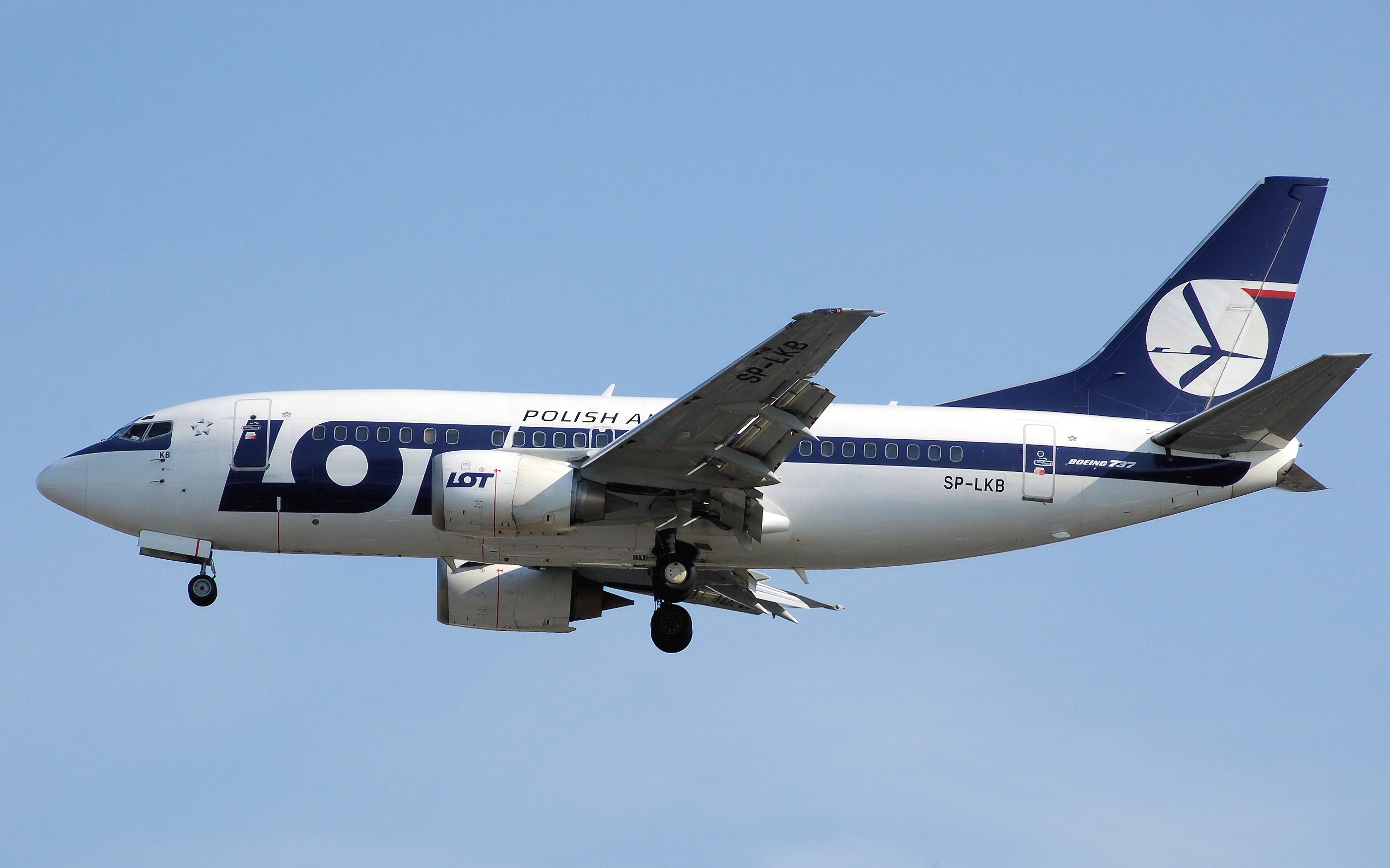
LOT Polish Airlines 737-500.

737-500 lanserades 1987 av Southwest Airlines och togs i trafik 1990. 737-500:s längd liknar 737-200 men innehåller förbättringar. Den är en modernare och direkt ersättare av 737-200. Samtidigt som den tillåter längre linjer med färre passagerare är den mer ekonomisk än 737-300. De sista -500 levererades till All Nippon Airways i juli 1999.
737-500 har blivit en favorit hos många ryska flygbolag, som Aeroflot-Nord, Rossija Airlines, S7 Airlines, Sky Express, Transaero och Jamal Airlines som alla köper begagnade modeller av flygplanet för att ersätta gamla Sovjet-byggda flygplan och/eller expandera sin flotta. Också Aerolineas Argentinas ersätter 737-200 med begagnade 737-500.
Linjeflyg hade ett mindre antal 737-500. 

#### Olyckor
Den 17 november 2013 exploderade en Boeing 737-500 på Kazans internationella flygplats på sin väg från Moskva. Planet havererade vid tredje landningsförsöket och började brinna, och alla 50 personer ombord omkom.

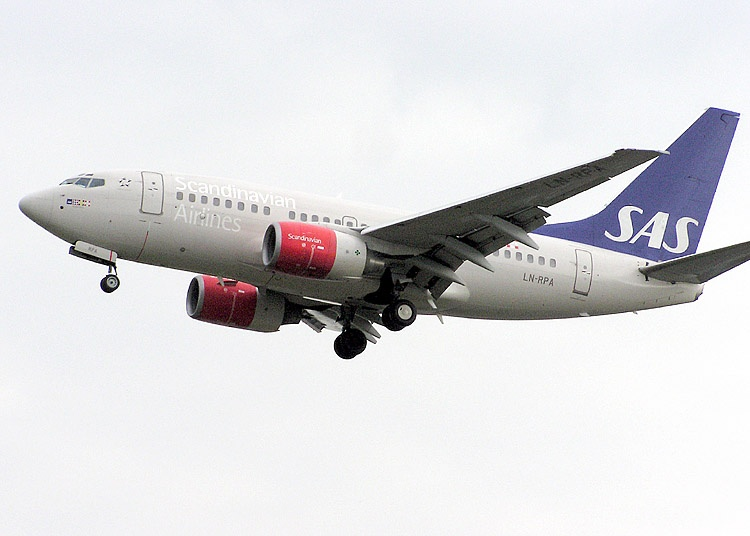
SAS Boeing 737-600.

### 737-600
Den första versionen av NG-familjen av 737. Boeing 737-600 är den direkta ersättaren till Boeing 737-500 och konkurrerar med Airbus A318. 737-600 lanserades av Scandinavian Airlines 1995, med första flygplan levererat den 18 september 1998. Hösten 2019 lämnade SAS sista 737-600 bolaget. Det är det enda Boeing 737 NG som inte har winglets inkluderat. Totalt har 69 stycken -600 tillverkats och levererats. 

### 737-700

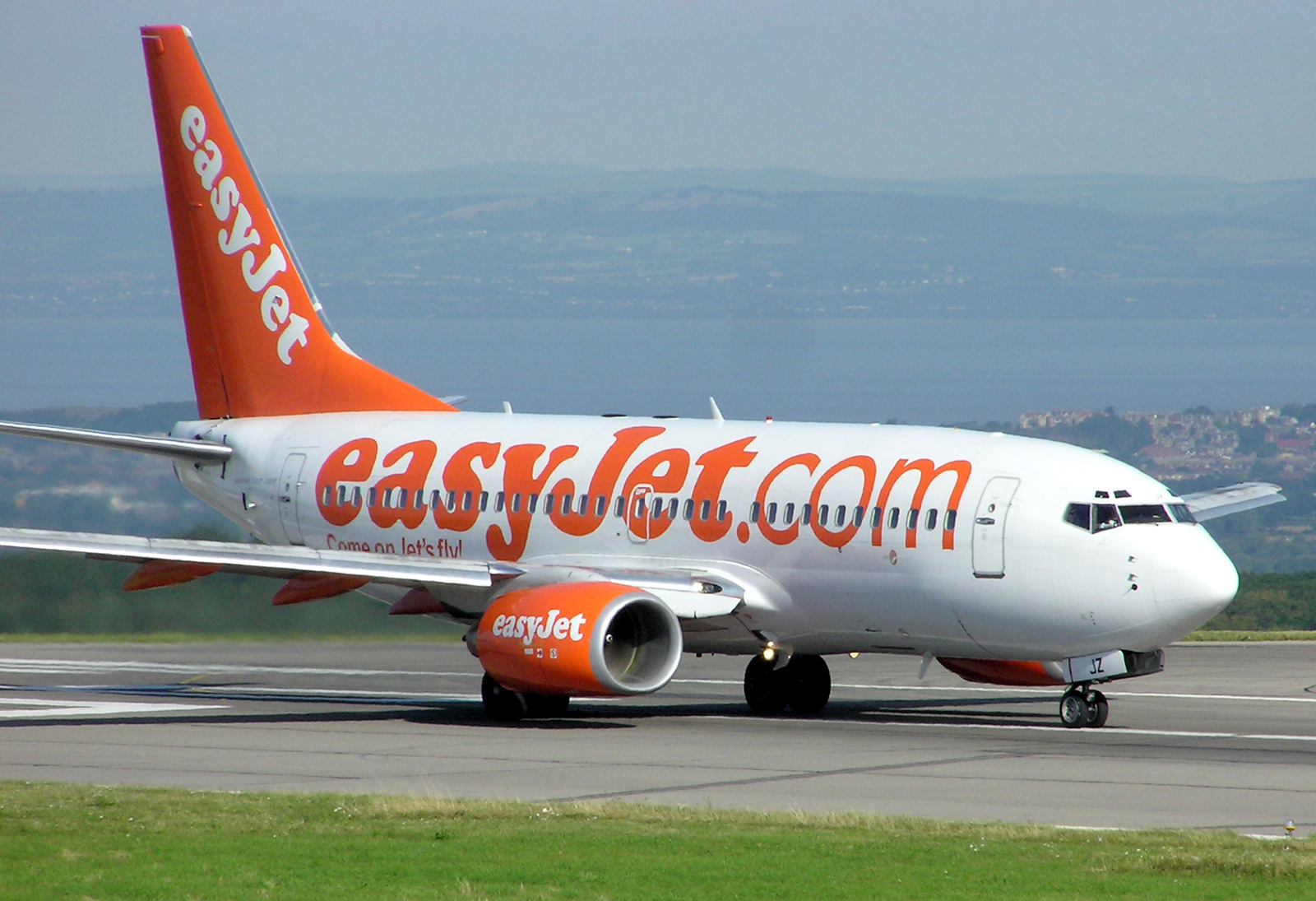
Boeing 737-700 från EasyJet väntar på att få starttillstånd.

737-700 var den första modellen i Boeing 737 Next Generation-serien när lanseringskunden Southwest Airlines lade en order i november 1993. Modellen är baserad på 737-300 och togs i trafik år 1998. -700 ersätter 737-300 i Boeing's 737 lineup, och är den direkta konkurrenten till A319. Den vanliga konfigurationen är 132 passagerare i två klasser och 149 i en klass.
737-700C är en konvertibel version där stolarna kan tas bort från flygplanet för att transportera gods. Det har en stor dörr på den vänstra sidan av flygplanet. Den Amerikanska flottan var lanseringskund för 737-700C.
Boeing lanserade 737-700ER den 31 januari 2006. All Nippon Airways var lanseringskund med första leverans den 16 februari 2007. 737-700ER har en maxdistans på 10 205 kilometer med 126 passagerare i en traditionell två-klass-konfiguration. Den direkta konkurrenten är A319LR. B737-700ER har den längsta räckvidden av alla B737.

### 737-800
Boeing 737-800 är en längre version av 737-700, och ersätter 737-400. Den fyllde också den lucka efter McDonnell Douglas MD-80 och MD-90 som Boeing lade ned produktionen av vid sammanslagning med McDonnell Douglas. -800 lanserades av Hapag-Lloyd Flug (nu TUIfly) 1994 och togs i trafik 1998. 737-800 tar 162 passagerare i två klasser och 189 i en klass. Flygplanets direkta konkurrent är Airbus A320. Många flygbolag i USA ersatte 737-200 med 737-800. -800 tillverkas fortfarande (2019) och uteslutande med winglets.

#### Olyckor
Den 25 februari 2009 störtade ett Boeing 737-800 från Istanbul cirka kl. 10:30 på en åker intill landningsbanan vid Amsterdam-Schiphols flygplats. Planet var på väg från Istanbul till Nederländerna. Ombord fanns 127 passagerare och sju besättningsmän. Av de 134 personerna avled nio, och över 50 skadades allvarligt.

#### P-8 Poseidon
Boeing P-8 Poseidon är ett militärt flygplan och är byggt som ett 737-800 flygplan utan winglets.  Denna variant används för ubåtsjakt och havsövervakning, sök- och räddningsuppdrag.

### 737-900 och -900ER

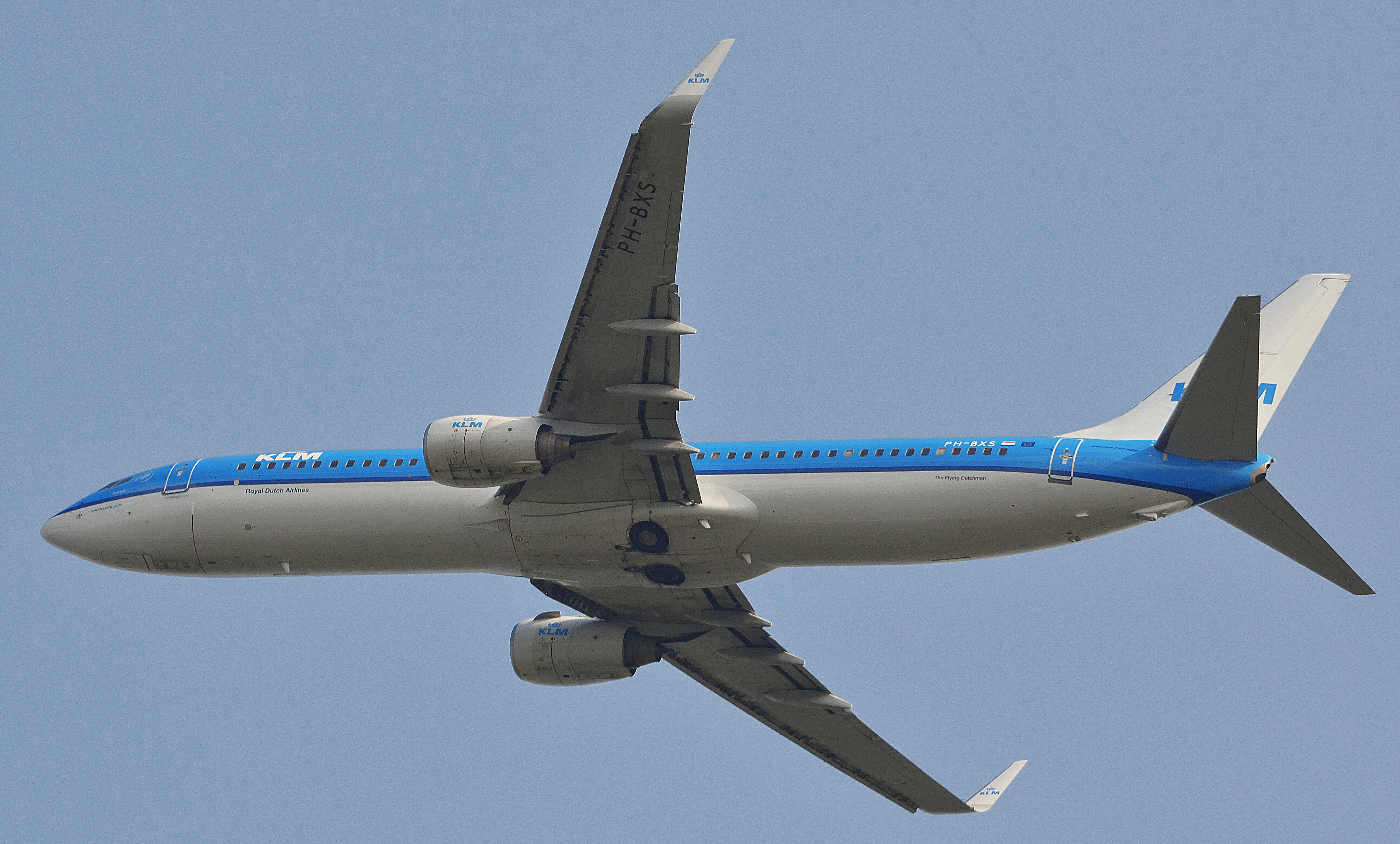
En KLM 737-900

Boeing 737-900 är den nyaste varianten av 737 och är längst i familjen. Modellen togs fram som en sorts ersättare till Boeing 757 genom att ha en längre räckvidd än föregående varianter. Trots att den är längre än Boeing 737-800 är passagerarantalet 189 detsamma på grund av begränsningar i antalet nödutgångar. En något förbättrad variant har utvecklats, kallad Boeing 737-900ER (Extended Range), och den har ännu bättre räckvidd och fler aerodynamiska modifieringar. Passagerarantalet på Boeing 737-900ER är 215 i en klass och 180 i två klasser.
I augusti 2006 hade 52 Boeing 737-900 levererats (samtliga varianter), och ytterligare 80 beställningar var gjorda.

### Business Jet
Ytterligare en modell, Boeing Business Jet (BBJ), baserad på 737-700 men utrustad med de starkare vingarna från 737-800, tillverkas. BBJ är avsedd som affärsjet på långa distanser. Modellen har fått stor del av lastutrymmet utbytt mot bränsletankar och kan därmed användas på längre distanser än de vanliga 737-modellerna. Några flygbolag har börjat flyga med BBJ mellan Nordamerika och Europa. BBJ2 är baserad på 737-700 och BBJ3 är baserad på 737-900.

### Boeing 737 MAX
Huvudartikel: Boeing 737 MAX.

## Glascockpit

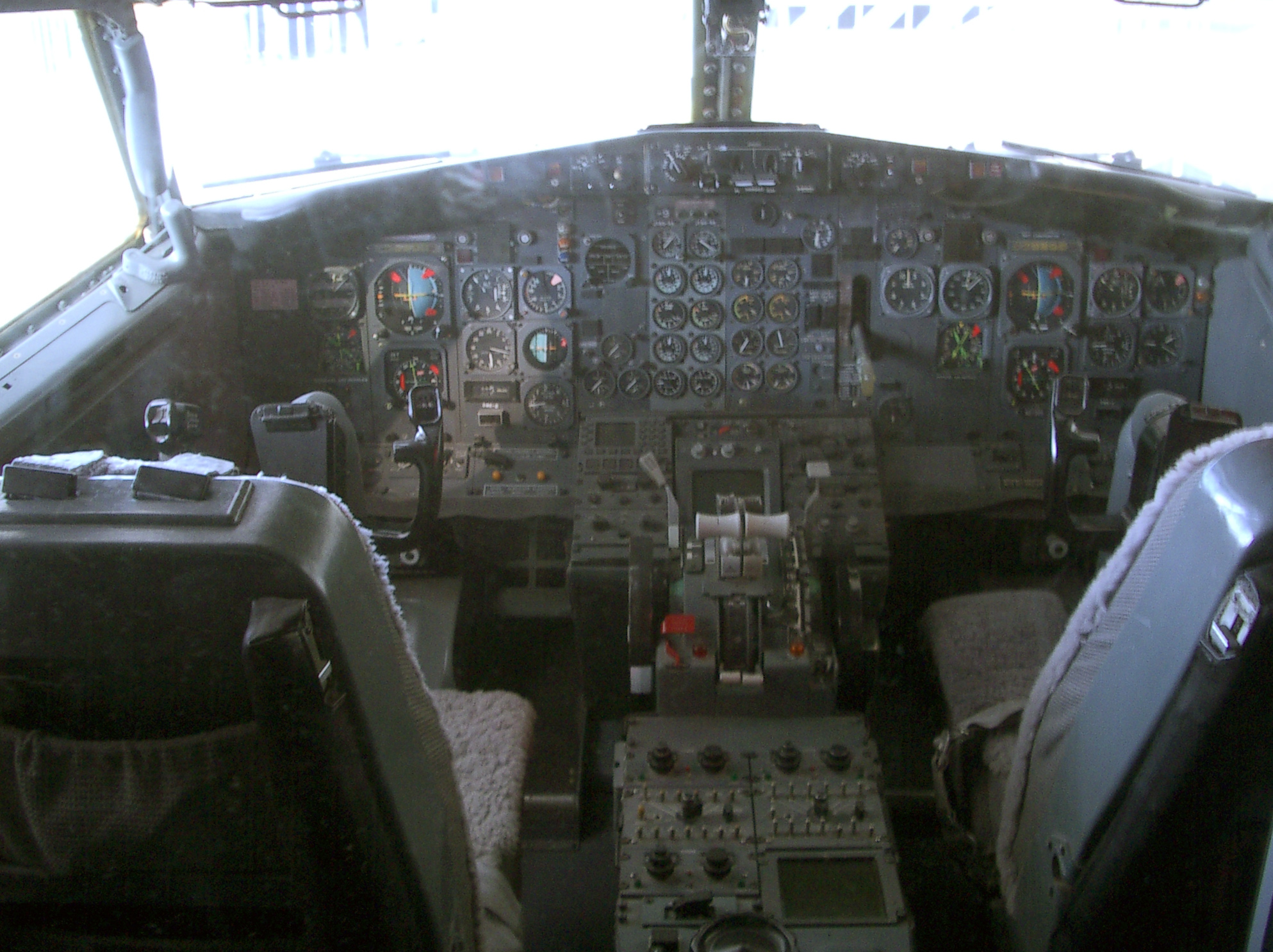
Förarkabin på en Boeing 737-200.

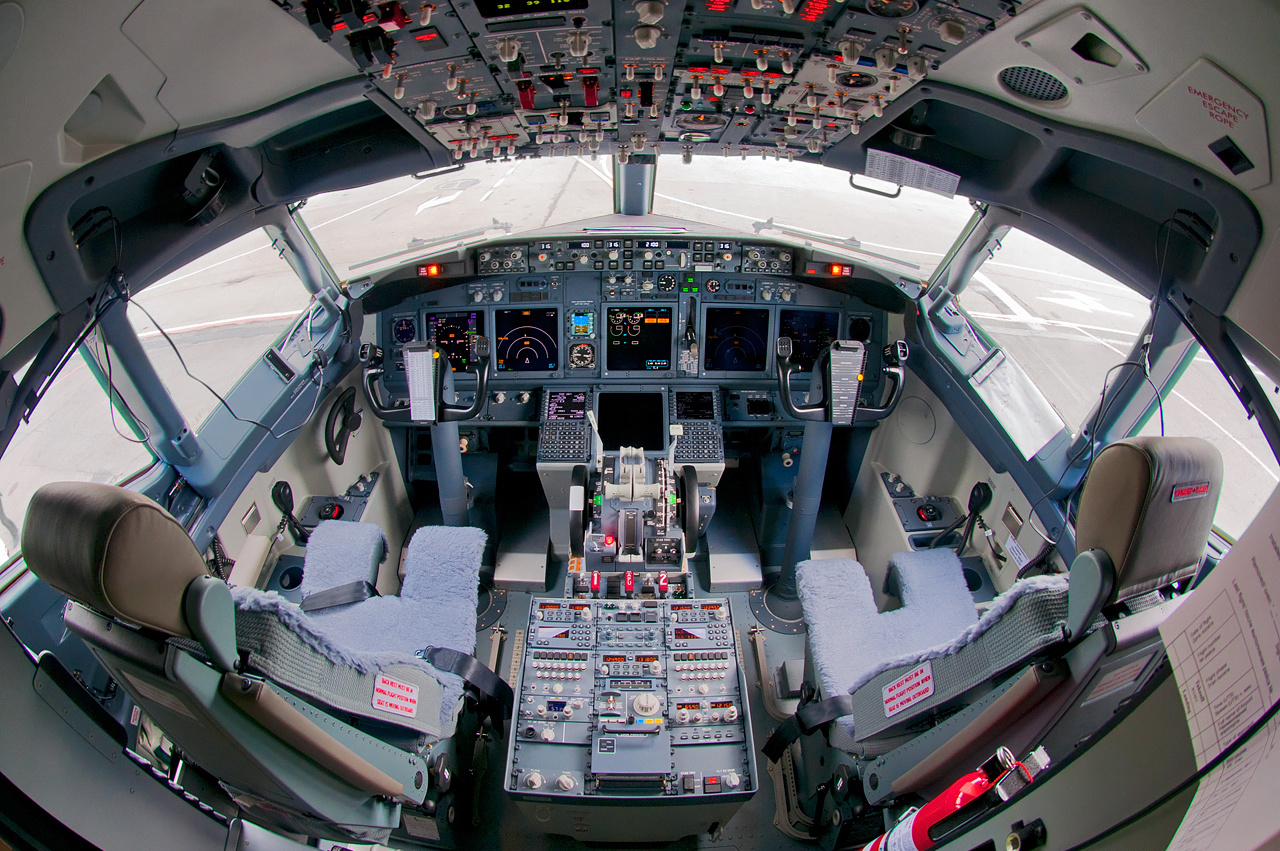
Glascockpit på en Boeing 737-800.

Boeing 737 NG (Next Generation) har en modern glascockpit med fem stora LCD-skärmar:
- PFD (Primary Flight Display, där piloten kan se data såsom fart, höjd och flygplanets läge i förhållande till horisonten.
- ND (Navigation Display), där piloten kan se navigationsdata. Piloten kan se flygplanets flygväg, kurs med mera.
- EIS, där piloten kan se information om bränsle, motorers kondition med mera.
- Kapten och styrman har varsin PFD och ND, medan EIS är gemensam.
- I förarkabinen finns också en kontrollenhet som kallas FMS (Flight Management System) i vilken piloterna kan knappa in data, till exempel färdväg, last, väder och så vidare. Informationen behandlas i FMS som sedan skickar ut det i displayerna för en lätt och snabb överblick.

## Flygplansdata

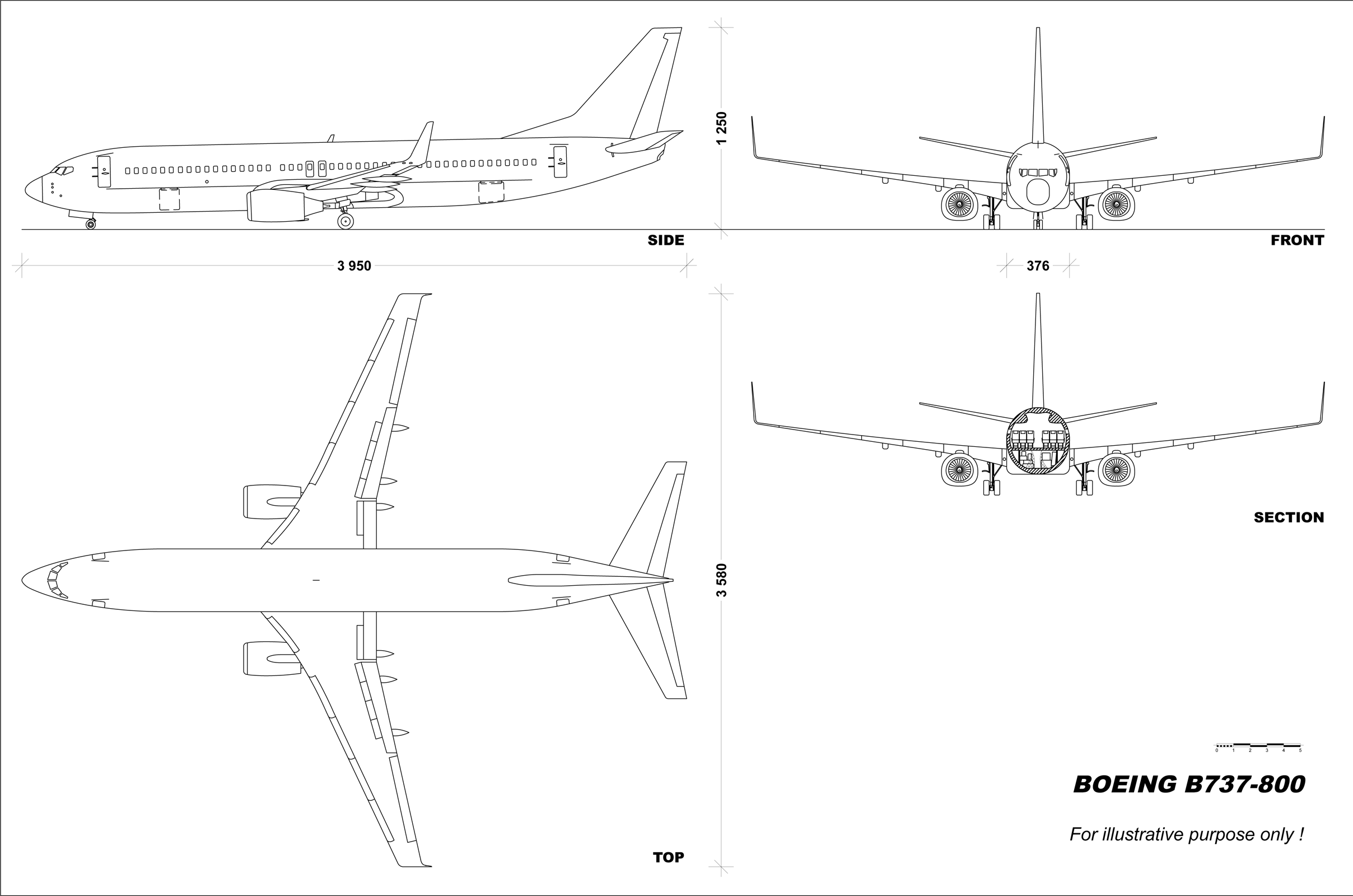
Boeing 737-800.

| Variant                | 737-100    | 737-200     | 737-300      | 737-400      | 737-500      | 737-600      | 737-700         | 737-800          | 737-900       |
| ---------------------- | ---------- | ----------- | ------------ | ------------ | ------------ | ------------ | --------------- | ---------------- | ------------- |
| Längd                  | 28,65 m    | 30,53 m     | 33,40 m      | 36,45 m      | 31,01 m      | 31,20 m      | 33,60 m         | 39,50 m          | 42,10 m       |
| Vingspann              | 28,35 m    | 28,35 m     | 28,88 m      | 28,88 m      | 28,88 m      | 34,32 m      | 34,32 m         | 34,32 m          |               |
| Passagerare (en klass) | 124        | 136         | 149          | 168          | 140          | 132          | 149             | 189              | 215           |
| Motor                  | P&W JT8D-7 | P&W JT8D-9A | CFMI CFM56-3 | CFMI CFM56-3 | CFMI CFM56-3 | CFMI CFM56-7 | CFMI CFM56-7    | CFMI CFM56-7     | CFMI CFM56-7  |
| Antal Byggda           | 30         | 1114        | 1113         | 489          | 388          | 66 + 3 order | 760 + 422 order | 1026 + 669 order | 52 + 80 order |
| I trafik               | 0          | 595         | 1002         | 460          | 367          | 66           | 760             | 1025             | 52            |

Källa: THE BOEING 737 TECHNICAL SITE